# Gabino Velasco
Gabino Alberto Velasco Rivas (Ciudad de México, 9 de abril de 1984) es un ex futbolista mexicano que jugaba en la posición de medio de contención, es un exjugador muy fuerte, con buena llegada al área, su principal característica era su gran toque de balón en los pases cortos y largos, tenía cualidades parecidas a las de Gerardo Torrado , debutó un día antes de su cumpleaños.Ahora se desempeña como Director Técnico.

## Cruz Azul
Su primer equipo fue el Cruz Azul Oaxaca, y al fin en el 2005 se integró al primer equipo.
El 8 de abril de 2006 fue la fecha en la que se debutó Gabino en el máximo circuito de la Primera División de México en la que se enfrentó al Veracruz en el cual el cuadro celeste salió en casa con el triunfo, por un marcador de 3 a 0. Su primer gol fue el 23 de febrero de 2008, cuando en el Estadio Hidalgo, Gabino anotó su primer gol como profesional a los Tuzos del Pachuca este gol fue muy sencillo de anotar, Lugo dio un pase hacia el área Calero no pudo despejar y Gabino llegó y la empujó hasta el fondo de la red; al anotar su gol Gabino festejó mostrando sus tatuajes en el brazo.
En el Clausura 2008, jugó de suplente de Torrado o de Riveros, es de la total confianza de su técnico. En el 2010 pasa a engrosar las filas Del Querétaro Futbol Club tras ser adquirido en el draft de Cancún de cara al apertura 2010.

## Clubes
| Club              | País     | Año         |
| ----------------- | -------- | ----------- |
| Cruz Azul Hidalgo | México   | 2003        |
| Cruz Azul Oaxaca  | México   | 2003 - 2004 |
| Cruz Azul         | México   | 2004        |
| Cruz Azul Oaxaca  | México   | 2005 - 2006 |
| Cruz Azul         | México   | 2006 - 2009 |
| Club León         | México   | 2010        |
| Querétaro FC      | México   | 2010        |
| Once Caldas       | Colombia | 2011        |
| Club Irapuato     | México   | 2011        |
| Cruz Azul Hidalgo | México   | 2012 - 2013 |
| Ballenas Galeana  | México   | 2013 - 2014 |
| Club Zacatepec    | México   | 2014 - 2015 |
| Venados FC        | México   | 2017        |